# Marc Timón i Barceló
Marc Timón Barceló (Castelló d'Empúries, 5 de març de 1980) és un músic, compositor i director d'orquestra català. Timón compagina la composició de música per a cinema, televisió, musicals i documentals amb l'obra per a concert, coral i de cambra, jazz, pop-rock, la música moderna i la cobla, així com la interpretació com a solista a la Cobla Sant Jordi-Ciutat de Barcelona i al The New Catalan Ensemble.

## Biografia
Va realitzar els primers estudis de música a l’Escola Municipal de Música Antoni Agramont de Castelló d’Empúries (piano i tible) amb Pere Cortada. Al Conservatori Isaac Albéniz obté el títol de Grau Mitjà i professor de piano (2002). Paral·lelament, estudia Periodisme a la UAB (2002). Segueix els estudis amb el grau superior de música a l'Escola Superior de Música de Catalunya (ESMuC, 2006), amb els professors Albert Guinovart (orquestració i composició), Arnau Bataller o Manel Camp.
De la seva producció cinematogràfica destaquen les bandes sonores que ha compost per a pel·lícules com The Little Wizard (Premi Internacional Jerry Goldsmith, 2014) o El árbol sin sombra (millor banda sonora espanyola l'any 2014 als premis MundoBSO), The Bestowal (2018) o Hathor (2019, guanyadora del Crystal Pine Award), el documental Wild Connection, entre d'altres, així com la música per a gran orquestra simfònica i cor composta per a espectacles com Coliseum, el ballet Witches o Havanera, enregistrades amb orquestres de Bulgària i Ucraïna i editades pel segell discogràfic MovieScore Media. Destaquen les sèries Agent Carter (de Marvel, emesa per l'ABC i enregistrada als estudis de la Warner Bros), In absentia i Arkhana, el documental per a National Geographic The Blind Monkey.
En el gènere del musical cal subratllar especialment la composició de Josafat, estrenat al Teatre Municipal de Girona el 2014, i Músiques que enamoren, a la Sala Simfònica de l'Auditori de Barcelona el 2005.
En l’àmbit de la música de concert, destaca la seva designació com a compositor convidat del Palau de la Música per a la temporada 20/21. La seva obra s'ha interpretat a països com França, Alemanya, Finlàndia, Cuba, Portugal, Espanya, Bulgària, Ucraïna, Estats Units o Anglaterra, per orquestres com la City of Birmingham, l’Orquestra de la Ràdio Nacional de Bulgària o la Lviv Symphony Orchestra d'Ucraïna, i també a festivals com el Grec, el Festival de Peralada, el Festival de Cap-Roig o al Festival Fuego del Caribe. Com a intèrpret i director ha actuat als escenaris més emblemàtics del nostre país, com el Palau de la Música, el Gran Teatre del Liceu i l'Auditori de Barcelona.
Té més d'una cinquantena de premis nacionals i internacionals, entre els quals destaquen el Premi Internacional Jerry Goldsmith, que ha guanyat en sis ocasions, el Premi Agustí Borgunyó, els MundoBSO Awards i les nominacions als Goldspirit i als Scoremagacine Awards com a millor compositor novell. En el camp de la música per a cobla compta amb una seixantena de sardanes i obres concertístiques que els darrers quinze anys han estat guardonades amb la totalitat dels premis que es convoquen en aquest gènere, com el Mestre Conrad Saló, el Francesc Basil, el Premi de Sardanes SGAE o el Premi Ceret-Banyoles. A banda de la música, abans de llicenciar-se en composició a l'ESMuC, la passió per l'art, la literatura i el cinema el portaren a llicenciar-se en periodisme a la Universitat Autònoma de Barcelona, i sempre ha combinat la composició musical amb la tasca com a escriptor, amb obres com El sorollsilent, Des Catalunya, España va bien?, E-Juez o Suite de poesía eròtica, i com a periodista, amb col·laboracions a Catalunya Ràdio, a la Revista Musical Catalana i a Sonograma Magazine.
És rellevant la seva faceta d'escriptor, ja que ha escrit el guió i les lletres de pràcticament tots els seus musicals i cançons. Ha estat premiat pels seus contes per a adults i per la seva Suite de poesia eròtica.